# Svislač (přítok Bereziny)
Svislač či Svisloč (bělorusky Свіслач: Svislač, rusky Свислочь: Svisloč') je řeka v Minské a v Mohylevské oblasti v Bělorusku v povodí Dněpru. Je 327 km dlouhá. Povodí má rozlohu 5160 km². Na západě Běloruska se nachází ještě jedna řeka téhož jména.

## Průběh toku
Pramení na Minské vysočině a teče přes Středoberezinskou rovinu. Ústí zprava do Bereziny (povodí Dněpru).

## Vodní režim
Zdrojem vody jsou především sněhové srážky. Průměrný průtok vody ve vzdálenosti 88 km od ústí činí 24,3 m³/s. Zamrzá obvykle v prosinci někdy už v listopadu nebo až v únoru a rozmrzá v březnu až na začátku dubna.

## Využití
Na řece leží město Minsk a Osipovičská vodní elektrárna. Tok je regulován přehradními nádržemi (Gonoles 31 km², Osipovičská přehrada 11,9 km²).